# Loggia dei Merciai
La Loggia dei Merciai, anche nota come Loggia dei Mercanti o come Loggia degli Strazzaroli, è un insieme di botteghe di Ferrara che si trova nella parte laterale destra del duomo e che si affacciano sulla piazza Trento e Trieste, di fronte al palazzo della Ragione.

## Storia

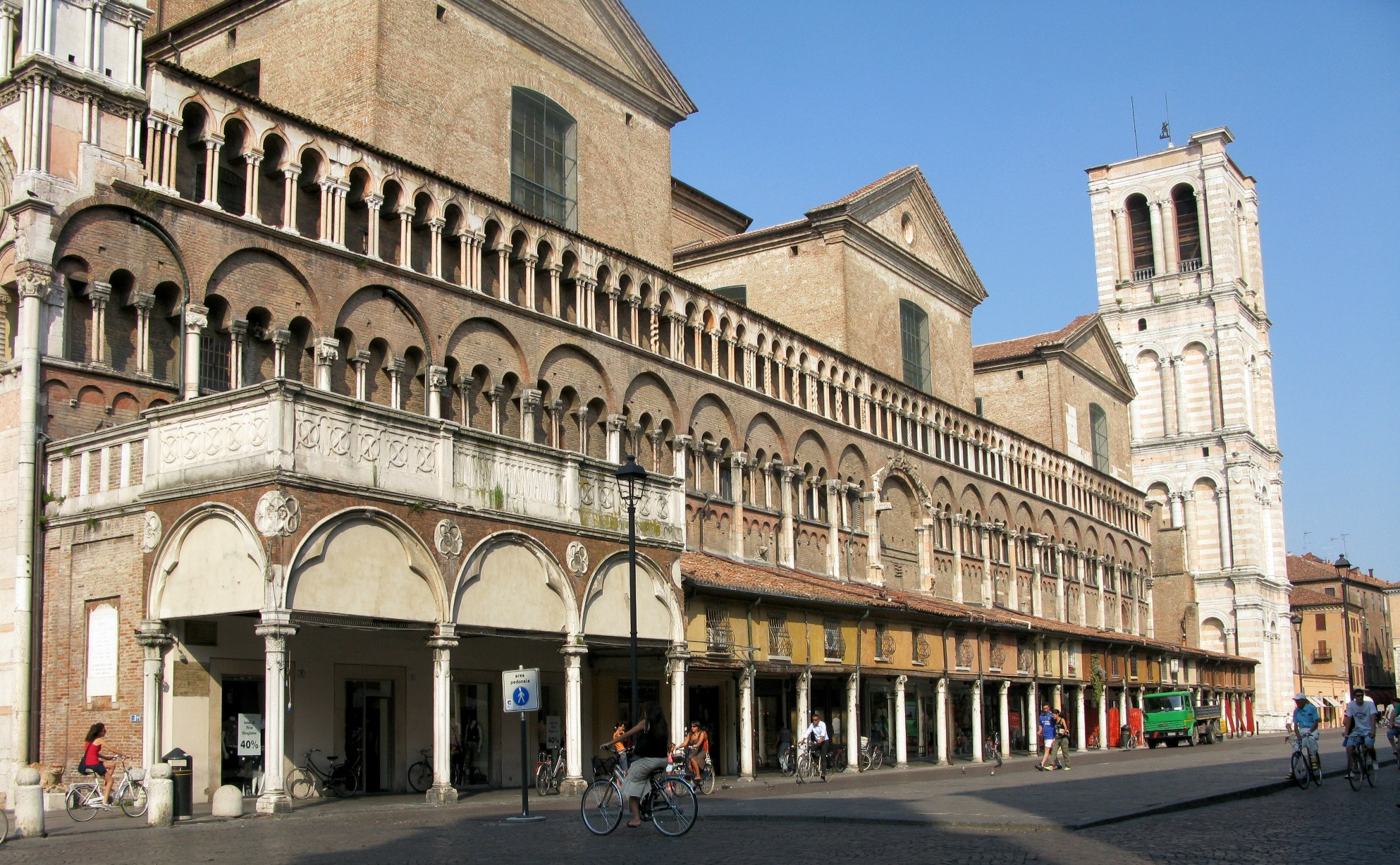
Loggia dei Merciai sulla fiancata destra del duomo di Ferrara con il suo campanile vista da piazza Trento e Trieste

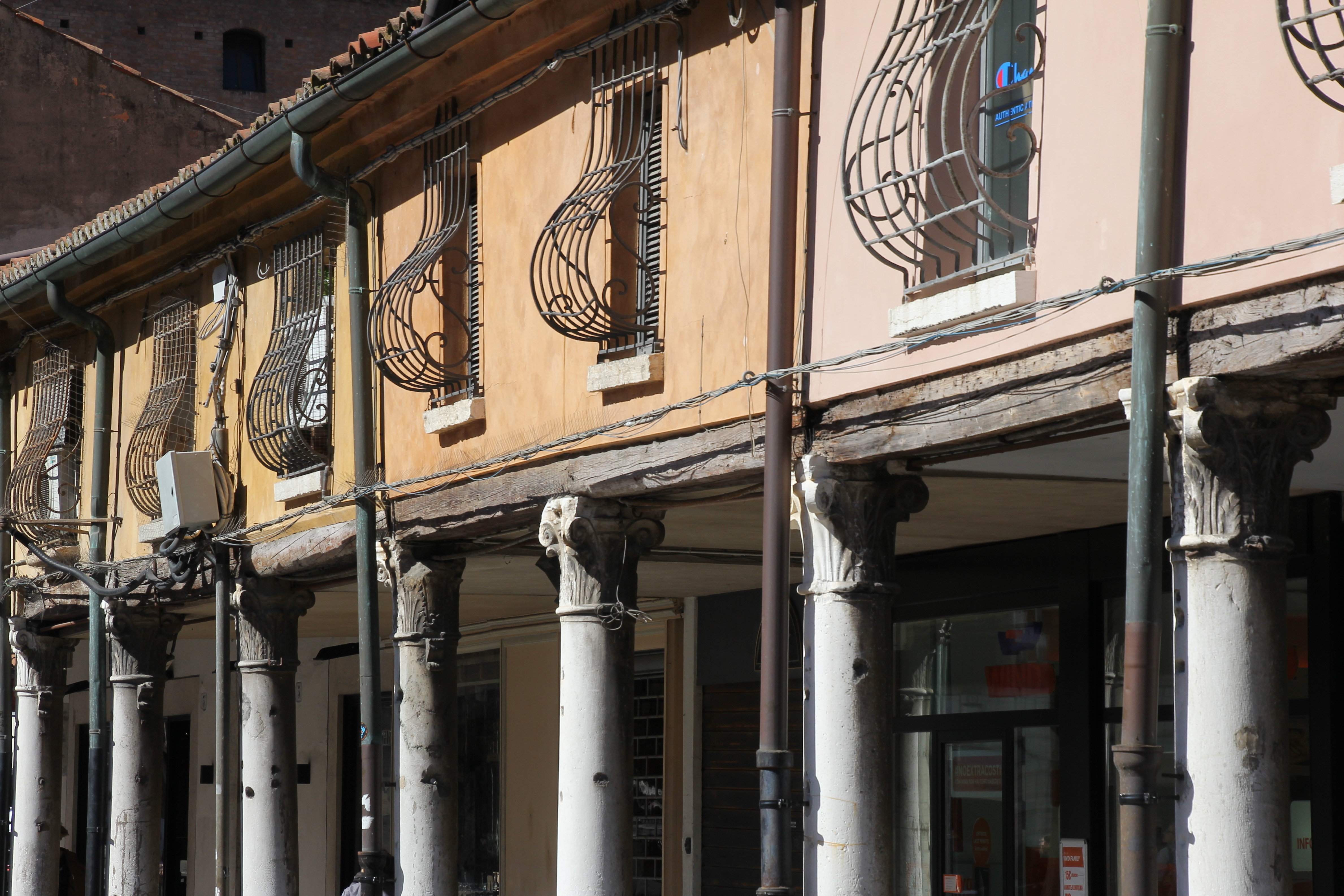
Particolari della loggia

Gli statuti di Ferrara del 1173 sono un testo di legge epigrafico inciso su lastre di marmo poste sulla parete della cattedrale nel secolo XII. Le ricerche di Adriano Franceschini sono state pubblicate nel 1969 e fanno risalire alle lotte di potere in atto tra le famiglie Torelli e Marcheselli momentaneamente sopite. Nel 1170 i ferraresi combatterono contro Ravenna occupando Argenta. Questi statuti, in origine visibili sulla facciata meridionale del duomo sotto il portico inizialmente sgombro, vennero poi prima nascosti provvisoriamente dai banchi dei mercanti che vendevano le loro merci nella piazza principale cittadina e poi coperti dalla costruzione di botteghe e negozi in muratura che sostituirono i banchi mobili in legno. L'intenzione del comune di Ferrara era celebrare con questo monumento lapideo la sua autonomia.  della comunità ferrarese.
La definitiva copertura delle epigrafi venne realizzata attorno al 1330. Questi statuti di Ferrara del 1173 risalgono al periodo antecedente il dominio degli Este. La loggia dei Merciai, che si affaccia sulla principale piazza cittadina, ha queste origini. Queste botteghe della loggia furono gravemente danneggiate da un incendio nel 1332 e vennero subito ricostruite. Nel gennaio 1468, gli strazzaroli (venditori di stoffe e stracci) ottennero il permesso di costruirsi un portico davanti alle loro botteghe, allargandone così l'offerta commerciale. Subito dopo aver ottenuto il permesso i lavori vennero velocemente iniziati, e ultimati nel 1473, in occasione del matrimonio di Ercole I d'Este con Eleonora d'Aragona. In tale momento una parte ebbe una copertura a terrazza. Attorno al 1518 il complesso della loggia era ritenuto di pertinenza pubblica e alcuni lavori relativi a infiltrazioni di acqua che danneggiavano la struttura vennero sostenuti dalla Camera ducale. Le forme che ci sono pervenute risalgono al XVIII secolo.
Nel 1717, sulla facciata meridionale del duomo, venne chiusa la Porta dei Pellegrini che poi fu definitivamente smantellata nel 1736. Si trovava nella parte centrale della cattedrale ed era rivolta verso San Romano quindi utilizzata dai pellegrini diretti a sud. Ne rimase visibile solo l'arcata superiore, sopra la loggia dei Merciai. La porta fu aperta quasi subito dopo la costruzione del duomo. Dopo il terremoto dell'Emilia del 2012 la struttura è stata lievemente danneggiata mentre è stato necessario intervenire sul complesso del duomo cittadino.

## Descrizione
La loggia si trova nel centro cittadino, si affaccia sulla piazza Trento e Trieste di fronte al palazzo della Ragione. La parte occidentale ha un aspetto più monumentale con la struttura in parte marmorea sopra le prime tre arcate e una copertura a terrazza. Si presenta come una fila di botteghe dall'aspetto tardogotico che hanno davanti colonne quattrocentesche con capitelli tutti diversi tra loro. La loggia è nota anche come Portici del duomo. Resta visibile all'esterno della facciata del duomo il profilo dell'antica Porta dei Pellegrini.